# Етіоляція
Етіоляція — зміни в будові рослини, яка росте в темряві:
- не продукування зеленого хлорофільного барвника в тканинах (хлороз);
- швидке подовження стебла; довші міжвузля.

При вирощуванні в темряві рослина використовує запасні матеріали. Коли вона знаходиться на світлі, відбувається процес деетіоляції, що складається з пригнічення подовження стебла, розвитку листя, утворення хлорофілу та початку фотосинтезу. Рецептором світла в процесі деетіоляції є фітохром, який у великій кількості присутній в етіольованих розсадах. Розпад фітохрому на світлі є незворотним явищем, і надзвичайно висока концентрація спостерігається лише в розсаді.